# IPhone 6 Plus
O iPhone 6 Plus é um smartphone da linha iPhone, desenhado e produzido pela Apple, apresentado em 9 de setembro de 2014. O modelo apresenta uma forma alternativa ao iPhone 6, possuindo algumas alterações nas configurações técnicas, com tela de 5,5 polegadas e aumento da resolução para adaptar-se melhor ao maior tamanho da tela.
O iPhone 6 Plus e iPhone 6, venderam mais de 4 milhões de unidades nas primeiras 24 horas de pré-encomendas.
O iPhone 6 Plus possui uma tela de 5.5" com uma resolução de 1080x1920 Full HD e uma densidade de pixel de 401 ppi.
O chipset é o mesmo do iPhone 6, um processador Apple A8 composto de um CPU Typhoon de dois núcleos de 1.4Ghz e uma GPU PowerVR GX6450.
Possui também 1 GB de memória RAM DDR3 e pode ser adquirido com as seguintes capacidades: 16Gb, 64Gb ou 128Gb de memória interna (ROM).
A câmera, de 8MP, f/2.2, 29mm, é a mesma do iPhone 6, porém conta com um Estabilizador de Imagens Óptico (OIS) que auxiliam ao tirar fotos e gravar vídeos em movimento.
Conta com uma bateria de 2915mAh capaz de suportar até 24 horas de conversação via rede 3G, ou 384 horas em standby.
Hoje, o iPhone 6 Plus se encontra fora de linha e não é mais fabricado e comercializado pela Apple. Estão a venda no site da Apple, o iPhone SE, iPhone 11 e modelos superiores. Foi comercializado nas cores: Cinza Espacial, Prata e Dourado.